# 25022 Hemalibatra
A 25022 Hemalibatra (ideiglenes jelöléssel 1998 QK18) a Naprendszer kisbolygóövében található aszteroida. A LINEAR projekt keretében fedezték fel 1998. augusztus 17-én.